# Empis nigritarsis
Empis nigritarsis är en tvåvingeart som beskrevs av Johann Wilhelm Meigen 1804. Empis nigritarsis ingår i släktet Empis och familjen dansflugor. Arten är reproducerande i Sverige. Inga underarter finns listade i Catalogue of Life.